# 大佛寺 (会泽县)
大佛寺又叫金山寺、如来寺，位于中国云南省曲靖市会泽县金钟街道钟屏路483号，是会泽四大庙之一。
整个大佛寺古建筑群由大佛寺、火神庙和牛氏宗祠三部分组成。
大佛寺始建于清乾隆初年，坐南朝北，三进院落。在大雄宝殿内的释迦牟尼像后面的靠屏做工精湛，造型精美。靠屏由三块红杉木雕刻而成，中间为一面如意镜，四射的火焰中浮雕着17尊佛像，贴上赤金，光芒四射，成为会泽各大寺庙文物精品“五子一光”中的“一光”。此靠屏据传是当年修建江西庙的木工师傅所作，当时木工师傅吃住均在大佛寺，故作此表示感谢报答之意。
大佛寺的左侧（东侧）为火神庙，现存两院两殿两厢，前殿供奉文武财神，后殿供奉火神祝融大帝。
大佛寺的右侧（西侧）为牛氏宗祠，一院为月牙塘，二院为照壁，三院供奉牌位。1935年5月2日，红军长征途中红一方面军第九军团过会泽时，团长罗炳辉、政委何长工曾在此设立司令部。现属于革命遗址保护单位。
2012年大佛寺古建筑群中的大佛寺和火神庙被公布为第七批云南省文物保护单位。